# Émilie Dequenne
Émilie Dequenne (Beloeil, 29 de agosto de 1981 – Villejuif, 16 de março de 2025) foi uma atriz belga.
Em 1999, recebeu o prêmio de Melhor Atriz no Festival de Cannes  por seu trabalho em Rosetta, filme vencedor da Palma de Ouro.
Tem uma filha, Milla, nascida em 17 de julho de 2002, na Bélgica.

## Filmografia
- La meute (2010) (completed) .... Charlotte
- J'ai oublié de te dire (2009) .... Marie
- Obsession(s) (TV, 2009) .... Sarah Lisbourne
- La fille du RER (2009) .... Jeanne
- Rien dans les poches (2008) (TV) .... Judith Miro
- Miroir, mon beau miroir (2008) (TV) .... Marion
- Charlotte Corday (2008) (TV) .... Charlotte Corday
- La vie d'artiste (2007) .... Cora
- Chacun son cinéma ou Ce petit coup au coeur quand la lumière s'éteint et que le film commence (2007) .... mulher chorando
- Écoute le temps (2006) .... Charlotte
- Le grand Meaulnes (2006) .... Valentine
- Henry Dunant: Du rouge sur la croix'' (TV, 2006) .... Cécile Thuillier
- La ravisseuse (2005) .... Charlotte
- Les états-Unis d'Albert (2005) .... Grace Carson
- Avant qu'il ne soit trop tard (2005) .... Aurélia
- The Bridge of San Luis Rey (2004) .... Doña Clara
- L'équipier (2004) .... Brigitte
- L'américain (2004) .... Nelly
- Mariées mais pas trop (2003) .... Laurence Milcaux
- Une femme de ménage (2002) .... Laura
- Jean Moulin (2002) (TV) .... Lili
- Oui, mais… (2001) .... Eglantine Laville
- Le pacte des loups (2001) .... Marianne de Morangias
- Rosetta (1999) .... Rosetta

## Morte
Émilie morreu devido um câncer raro da glândula suprarrenal, de num hospital de Villejuif, França em 16 de março de 2025, aos 43 anos.